# Idwal Robling
James Idwal Robling (Ynyshir (Wales), 1927 – Newport, 9 juni 2011) was een Welshe sportcommentator die 40 jaar voor BBC Wales werkte.

## Biografie

### Jeugd en opleiding
Robling werd geboren in Ynyshir in de Rhonddha-vallei in Wales en doorliep er de middelbare school. Zijn schooltijd werd door de Tweede Wereldoorlog onderbroken. Hij werd opgeroepen en goedgekeurd om dienst te doen in de Royal Navy. Door een loting echter diende hij zich bij de Bevin Boys (een selectie jonge mijnwerkers die de productie van kolen moest verhogen) te voegen en zijn land als mijnwerker te dienen. Na de oorlog zette Robling zijn studie voort. Hij volgde de lerarenopleiding aan het Caerleon College en de Universiteit van Loughborough maar werd manager bij het snoepbedrijf Lovell in Newport, Monmouthshire.

### Carrière in het voetbal
Robling was een uitstekende amateurvoetballer en maakte deel uit van de Britse ploeg voor de Olympische Zomerspelen 1952 in Helsinki. Hij nam deel aan 13 interlands voor Wales en was eenmaal aanvoerder. Hij speelde ook voor Lovell's Athletic, het fabrieksteam van het bedrijf waar hij voor werkte dat in de Southern League voor amateurs speelde. Toen zijn sportcarrière ten einde liep, raakte hij betrokken bij sportverslaggeving. In de jaren 1960 werkte hij parttime als sportcommentator voor BBC Wales Radio en schreef hij voor The Times. In 1969 werkte hij nog als vertegenwoordiger toen hij een wedstrijd won waarna hij deel mocht uitmaken van de ploeg televisiecommentatoren die het WK voetbal van 1970 zou verslaan voor de BBC. Tienduizend mensen deden mee aan de competitie en bij de laatste zes zaten Ed Stewart, Ian St John en Gerry Harrison. In de finale eindigde Robling en Ian St John gelijk. De beslissende stem lag bij sir Alf Ramsey, die bekendstond om zijn liefde voor de Welshe tongval.
Robling voegde zich bij het BBC-Match of the Day-team en versloeg enkele wedstrijden in het zuiden en westen van Engeland tijdens een kortstondige periode waarin de BBC ook lokale wedstrijden versloeg. Hij ging vervolgens naar het wereldkampioenschap voetbal 1970 en versloeg er enkele wedstrijden uit de eerste ronde die echter nooit vertoond werden op tv in het Verenigd Koninkrijk. Bij het begin van het seizoen 1970/71 verving hij Wally Barnes als vaste voetbaltelevisieverslaggever en commentator op BBC Wales, een job die hij de volgende zestien seizoenen zou blijven uitoefenen. Hij versloeg sporadisch ook wedstrijden in de boks- en rugbycompetitie.
In die tijd was voetbalverslaggeving nog niet zo uitgebreid en beperkte zijn bijdragen zich tot enkele Match of the Day-, Welsh Cup- of internationale vriendschappelijke wedstrijden. Toen in de jaren 1970 Cardiff City FC en Wrexham AFC echter furore maakten in de Europa Cup II-competitie versloeg hij enkele gedenkwaardige wedstrijden tegen ploegen als Real Madrid CF, HNK Hajduk Split en RSC Anderlecht. Hij becommentarieerde veel internationale wedstrijden van Wales waaronder de thuisnederlaag van Wales in de WK-kwalificatiewedstrijd van 1978 tegen Schotland, toen een controversiële beslissing van de scheidsrechter ertoe leidde dat de Schotten een late strafschop kregen. 
In 1975 zag hij Wales winnen van een dertig jaar lang ongeslagen Hongarije tijdens een kwalificatiewedstrijd voor het Europees kampioenschap voetbal waarbij hij, toen John Mahoney het tweede doelpunt scoorde, bijna ongelovig uitriep "and it's 2-0 to Wales...IT'S AS SIMPLE AS THAT!" (waarschijnlijk zijn meest memorabele uitroep voor de Welshe fans). In zijn laatste grote internationale wedstrijd, het WK-duel in 1986 tegen Spanje dat eindigde in een 3-0 overwinning, bestempelde hij Mark Hughes' goal als "wondergoal". Robling zag Swansea City nog promoveren naar de Premier League in Engeland in het voorjaar van 2011. Hij was commentator toen ze Leeds United met 5-1 versloegen op de openingsdag van de competitie 1981/82 in een goed bekeken Match of the Day tijdens hun doorstoot naar de top. 
Op het einde van het seizoen 1984/85 toen zijn zestigste verjaardag naderde, stopte hij met nationale sportverslaggeving, maar bleef werken voor plaatselijke nieuwsagentschappen. Voor BBC Wales werkte hij achter de schermen nog als producer voor Scrum V en Sport Wales en dit tot kort voor zijn dood.

### Overlijden en familie
Idwal Robling stierf op 9 juni 2011 op 84-jarige leeftijd te New Port (Wales) na een kort ziekbed. Hij was getrouwd en had een zoon en twee dochters. Zijn kleinzoon Lewis Robling is een professionele rugbyspeler.